# Claudine Gothot-Mersch
Claudine Gothot-Mersch, née à Liège le 14 août 1932, et morte le 19 novembre 2016, est une philologue qui a enseigné la littérature française moderne et la théorie littéraire à l'Université Saint-Louis - Bruxelles. C'est une spécialiste de Gustave Flaubert sur lequel elle a publié nombre d'articles et d'ouvrages qui ont contribué à l'élaboration d'un nouveau type de travail littéraire : la critique génétique, fondée sur l'examen des manuscrits. Elle est l'éditrice scientifique des recueils de poésies Émaux et Camées de Théophile Gautier, Poèmes antiques et Poèmes barbares de Leconte de Lisle. 

## Biographie
Claudine Mersch fait des études de philologie romane à l'université de Liège où elle devient l'assistante de Fernand Desonay. En 1957, elle publie son premier article consacré à Madame Bovary, prélude, en 1963, à la soutenance d'une thèse de doctorat : La genèse de Madame Bovary. Elle entre au service du professeur Maurice Piron, où elle est nommée chef de travaux, avant de quitter Liège, en 1968, pour être nommée chargée de cours aux Facultés universitaires Saint-Louis (FUSL) à Bruxelles.
L'édition de La genèse de Madame Bovary, paru en 1966, lui vaut de se voir confier plusieurs éditions de l'œuvre flaubertienne, notamment par les éditions Garnier pour l'édition de Madame Bovary en 1971 ou par les éditions Gallimard pour la nouvelle édition des Œuvres complètes de Flaubert dans la Bibliothèque de la Pléiade. 
Claudine Gothot-Mersch travaille sur d'autres écrivains comme François Villon, Leconte de Lisle, Guillaume Apollinaire, Alain-Fournier ou Georges Simenon dont elle examinera les manuscrits dès leur arrivée à l'Université de Liège. Elle aborde également des aspects plus théoriques de la littérature comme l'analyse structurale du récit.
Elle devient membre de l'Académie royale de langue et de littérature françaises en 1985.

### Autour de Flaubert
- Gustave Flaubert, la tentation de Saint-Antoine, édition de Claudine Gothot-Mersch, éd. Folio classique, 2006
- Flaubert dans les lettres de la cinquantaine, in Revue Flaubert, 2001, / en ligne
- Introduction, in Gustave Flaubert : Œuvres complètes, 1, Œuvres de jeunesse / édition présentée, établie et annotée par Claudine Gothot-Mersch et Guy Sagnes, éd. Gallimard, Bibliothèque de La Pléiade, 2001, pp. XXXVII-LVXXI
- Flaubert et le récit autobiographique : Les Mémoires d'un fou, in Flaubert e la tradizione letteraria. Atti del Convegno in Roma, 29 febbraio- 2 marzo 1996, éd. ETS ; éd. Slatkine, 1999, p. 109-122
- Autour de la philanthropie : réseaux de motifs obsessionnels chez Flaubert, in Bulletin de l'Académie royale de langue et de littérature françaises, Bruxelles, vol. LXXV, no3-4, 1997, p. 397-410
- L'édition génétique : le domaine français, in La Naissance du texte, éd. José Corti, 1989, p. 63-76
- Flaubert, Nerval, Nodier et la Reine de Saba, in Gustave Flaubert. Mythes et religions,  1 / textes réunis par Bernard Masson. Paris : Lettres Modernes Minard, "Gustave Flaubert", 2, 1986, p. 125-160
- Flaubert, in Dictionnaire des littératures de langue française, éd. Bordas, 1984, p. 810-819
- La parole des personnages, in Travail de Flaubert, sous la direction de Gérard Genette et Tzvetan Todorov, éd. Seuil, 1983, p. 199-221
- Aspects de la temporalité dans les romans de Flaubert, in Flaubert, la dimension du texte, Communications du congrès de Manchester / présentées par P. M. Wetherill et B. Jean. Manchester University Press, 1982, p. 6-55
- De Madame Bovary à Bouvard et Pécuchet : la parole des personnages dans les romans de Flaubert, in Revue d'Histoire littéraire de la France, vol. 81e année, no 4-5, Numéro spécial : Flaubert, 1981, p. 542-562
- Bouvard et Pécuchet : sur la genèse des personnages, in Flaubert à l'œuvre, éd. Flammarion, coll. « Textes et manuscrits », 1980, p. 137-167
- La Genèse de Madame Bovary, Slatkine Reprints, 1980
- Gustave Flaubert, in Les Grands écrivains du monde, éd. Nathan, 1977, p. 140-149

### Autre
- Contribution à Lire Simenon : réalité, fiction, écriture, éd. Nathan/Labor, Bruxelles, 1980.
- (éd.) Théophile Gautier, Émaux et Camées, Gallimard, coll. « Poésie », 1981.
- (éd.) Leconte de Lisle, Poèmes barbares, Gallimard, coll. « Poésie », 1985.
- (éd.) Leconte de Lisle, Poèmes antiques, Gallimard, coll. « Poésie », 1994.
- Flaubert et la théorie littéraire. En hommage à Claudine Gothot-Mersch, textes réunis par Tanguy Logé et Marie-France Renard, Bruxelles, Publications des Facultés universitaires Saint-Louis, 2005